# Отстранени обекти от Списъка на световното културно и природно наследство на ЮНЕСКО
Отстранените обекти от Списъка на световното културно и природно наследство на ЮНЕСКО към декември 2017 година са два на брой. Статутът „Обект на световното културно и природно наследство“ е изключително престижно признание за значението на места или обекти, които са единствени по рода си в света. Всеки обект от Списъка на световното културно и природно наследство е собственост на страната, на чиято територия е разположен, но се смята, че в интерес на международната общност е да се запази всеки от тях за бъдещите поколения.
Даден обект може да бъде отстранен от Списъка, ако комитетът на ЮНЕСКО за световното наследство определи, че обектът не се управлява или защитава според предписанията. Преди да отстрани обект от Списъка, комитетът го включва в „Списък на обекти на културното и природното наследство в риск“ и предприема опити за преговори с местните власти за подобряване на положението му. Ако тези опити са неуспешни, комитетът оттегля статута на този обект и го изключва от Списъка. Двата обекта, отстранени от Списъка (към декември 2017 година) са Резервата на арабския орикс в Оман и Дрезденската долина на Елба в Германия.

## Отстранени обекти

### Оман, 2007
През 2007 година първият отстранен обект от Списъка на ЮНЕСКО става Резервата на арабския орикс в Оман, включен в списъка 13 години по-рано, през 1994 година. Бракониерство и унищожаване на хабитата в резервата водят до почти цялостното изчезване на популацията на арабския (бял) орикс, който е ловуван до ръба на изчезването заради месото, кожата и рогата.
Премахването на обекта от Списъка на световното културно и природно наследство е извършено в съответствие с желанието на оманското правителство, което съкращава територията на резервата с 90% след като на мястото е открито находище на петрол. Към момента на изключването на обекта само 4 двойки орикси са преброени в целия резерват.

### Германия, 2009
На 25 юни 2009 година комитетът на ЮНЕСКО отстранява от Списъка на световното културно и природно наследство Дрезденската долина на Елба на основание строящия се от 2007 година мост „Валдшльосхен“, който пресича долината на две. Дългата 20 километра долина е включена в Списъка на ЮНЕСКО пет години по-рано, през 2004 година. Изключването ѝ от Списъка е предшествано от продължителен дебат между местните власти в Дрезден в защита на моста и опонентите им. През 2005 година е проведен референдум за строежа на моста, без гласоподавателите да бъдат информирани, че от резултата зависи запазването на статута на долината като обект на ЮНЕСКО.
През 2006 година Дрезденската долина на Елба е поставена в списък на застрашените обекти на ЮНЕСКО със срок до 2008 година, след което е дадено едногодишно удължение на статута. С продължаване на строежа на моста над Елба, второ удължение е отказано и на срещата си в Севиля през 2009 година Комитетът към ЮНЕСКО гласува с резултат 14 на 5 обектът да бъде отстранен от Списъка на световното културно и природно наследство. Мостът „Валдшльосхен“ е официално открит през 2013 година.